# Wadena, Iowa
Wadena là một thành phố thuộc quận Fayette, tiểu bang Iowa, Hoa Kỳ. Năm 2010, dân số của thành phố này là 262 người.

## Dân số
Dân số qua các năm:
- Năm 2000: 243 người.
- Năm 2010: 262 người.